# Ervanduniq
Ervanduniq (També Yervandunik) fou un districte de Baspracània que fou feu de la família Ervanduni. Al seu territori hi havia la fortalesa de Hayk.
Limitava al nord amb Dosp (Van); a l'oest amb l'Artaixessiank i el Gukan; a l'est amb el Kulanovit i el Terpatunik; i al sud amb l'Andzevatsik.